# Giv'at Chajim
Giv'at Chajim (hebrejsky: גִּבְעַת חַיִּים, doslova ,„Chajimův vrch“, v oficiálním přepisu do angličtiny: Giv'at Hayyim, přepisováno též Giv'at Haim) byla vesnice typu kibuc v Izraeli, v Centrálním distriktu, v Oblastní radě Emek Chefer. Ležela v nadmořské výšce cca 25 metrů v hustě osídlené a zemědělsky intenzivně využívané pobřežní nížině respektive Šaronské planině, 6 kilometrů od břehu Středozemního moře, cca 38 kilometrů severoseverovýchodně od centra Tel Avivu, cca 47 kilometrů jižně od centra Haify a 5 kilometrů jihovýchodně od města Chadera.

## Dějiny
Giv'at Chajim  byl založen v roce 1932. Pojmenovaný byl podle sionistického aktivisty Chajima Arlozorova, který byl v době založení této vesnice zavražděn. Zakladateli byli mladí Židé ze střední a východní Evropy, napojeni na levicovou organizaci ha-Šomer ha-Ca'ir. Na místě se usadili 14. července 1932.
Před rokem 1949 měl kibuc Giv'at Chajim rozlohu katastrálního území 1282 dunamů (1,282 kilometru čtverečního) a 692 obyvatel.

## Rozkol a rozdělení kibucu
Roku 1952 došlo v kibucu k rozkolu mezi jeho obyvateli a původní vesnice byla rozdělena na dvě části:
- Giv'at Chajim Ichud (napojen na středolevou politickou stranu Mapaj a začleněn do organizace Ichud ha-Kvucot ve-ha-Kibucim)
- Giv'at Chajim Me'uchad (napojen na levicovou politickou stranu Mapam a začleněn do organizace ha-Kibuc ha-Me'uchad)

Šlo o širší trend v tehdejší izraelské veřejnosti (podobně se rozdělil například kibuc Ejn Charod), ovlivněný rozdílným hodnocením politiky SSSR a míry potřebné socializace společnosti. K formální odluce vesnic došlo 23. května 1952. Obě se od té doby vyvíjejí samostatně.